# Christian Werner
Christian Werner, nemški dirkač, * 19. maj 1892, Stuttgart, Nemčija, † 17. junij 1932, Stuttgart, Nemčija.
Christian Werner se je rodil 19. maja 1892 v nemškem mestu Stuttgart. Prvič je na pomembnejši dirki nastopil v sezoni 1923, ko je sodeloval na dirki Indianapolis 500, in zasedel enajsto mesto. V naslednji sezoni 1924 je dosegel svojo prvo pomembnejšo zmago na dirki za Veliko nagrado Garde, zmagal pa je tudi na dirki Targa Florio. V sezoni 1927 je zmagal na nemški dirki Eifelrennen z dirkalnikom Mercedes-Benz, kar je bila edina zmaga Mercedes-Benza v sezoni. V naslednji sezoni 1928 je skupaj z znamenitim Rudolfom Caracciolo zmagal na dirki za Veliko nagrado Nemčije, kar je bila njegova zadnja zmaga. Leta 1930 je nastopil na dirki 24 ur Le Mansa ponovno s Caracciolo, zasedla pa sta dvanajsto mesto. Umrl je leta 1932 v rojsten mestu Stuttgart.